# Sentrum
Sentrum est un district de la ville d'Oslo en Norvège, situé au sud-est d'Oslo près du fjord intérieur d'Oslo. L'arrondissement est composé des quartiers de Bjørvika et d'Oslos, un des ports principaux ; il est dominé par des gratte-ciel comme le Postgirobygget ou Le Plaza. La zone est en cours de reconstruction. Là-bas, on peut y trouver des gratte-ciel modernes, composées de codes à barres et aussi plusieurs appartements pour étudiants, des appartements, des écoles et des musées.

## Les quais
Le quartier des quais était autrefois un port ; aujourd'hui, c'est un centre culturel avec notamment l'Opéra d'Oslo. Une île artificielle est en cours de construction avec une plage artificielle près de l'Opéra. Le Musée Munch, qui remplacera l'actuel à Skøyen sera très probablement situé sur le côté droit de l'Opéra. Plusieurs canaux seront construits dans le quartier des appartements à l'est du futur Musée Munch.

## Le centre
Les plus hauts bâtiments de la ville sont situés dans la partie intérieure de Sentrum. Spektrum se trouve ici. Spektrum est l'un des principaux service d'Oslo. Sentrum est situé près de la Plaza. Plusieurs entreprises de presse se sont installés là-bas et même des sociétés comme Aftenposten et TV Norge dont les bureaux sont situés dans le Postgirobygget .